# 프로게스토겐
프로게스토겐(영어: progestogen, 황(색)체호르몬물질)은 프로게스타겐(영어: progestagen)이라고도 불리며, 프로게스테론 수용체(PR)에 결합하고 활성화하는 스테로이드 호르몬 및 성호르몬의 한 종류이다. 프로게스테론은 신체에서 가장 중요한 프로게스토젠이다. 프로게스토젠은 임신을 유지하는 (progestational) 기능을 가지고 있어 그러한 이름이 붙여졌으나, 발정 주기 및 월경 주기의 다른 단계에서도 존재할 수 있다.

## 예
|                                                          |
| (예시) 프로게스테론을 포함하는 프로게스타겐 계열(노란색) |

## 같이 보기
- 황체 호르몬